# Emily Weede
Emily Weede, geborene Emily Winter (* 4. Juli 1962) ist eine deutsche Kommunalpolitikerin der CDU und ist ab November 2021 hauptamtliche Bürgermeisterin der Gemeinde Seevetal.

## Leben
Emily Weede wuchs auf dem Henschen-Hof in Seevetal-Karoxbostel auf. Nach dem Abitur in Hittfeld und dem Studium der Vor- und Frühgeschichte, Kunstgeschichte und Volkskunde in Hamburg lebt sie als Bio-Landwirtin in Karoxbostel. Emily Weede ist verheiratet und hat zwei Kinder.
Seit 2012 ist Weede Gründungsvorsitzende des Vereins Wassermühle Karoxbostel e.V. Der Verein restauriert und betreibt das Denkmal-Ensemble Wassermühle Karoxbostel.

## Politik
Emily Weede ist seit 1982 CDU-Mitglied. Seit 1983 war sie Mitglied im Vorstand des CDU-Ortsverbandes Hittfeld und in den Folgejahren u. a. Vorsitzende des Ortsverbandes, beratendes Mitglied im Kulturausschuss der Gemeinde Seevetal, Mitglied des Ortsrates Hittfeld, Fraktionsvorsitzende im Ortsrat Hittfeld und Mitglied im Gemeinderat Seevetal. Weiterhin war sie Mitglied des Kreistages im Landkreis-Harburg und Mitglied im Jugendhilfeausschuss. 
Bei den Kommunalwahlen in Niedersachsen 2021, die parallel zur Bundestagswahl 2021 stattfanden, setzte sich Weede in der Stichwahl gegen den Kandidaten der SPD durch. Sie tritt die Nachfolge von Martina Oertzen (CDU) an, die auf eine erneute Kandidatur verzichtet hatte. 56,97 % der Wahlberechtigten stimmten für Emily Weede. Die Wahlbeteiligung in Seevetal lag bei 64,88 %.

## Auszeichnungen
- 2018 – Verleihung des Niedersächsischen Verdienstordens.[3]
- 2020 – Emily Weede erhält Ehrenamtspreis.[4]